# Otbert
Otbert de Lieja fue príncipe-obispo del principado de Lieja de 1091 a 1119.

## Biografía

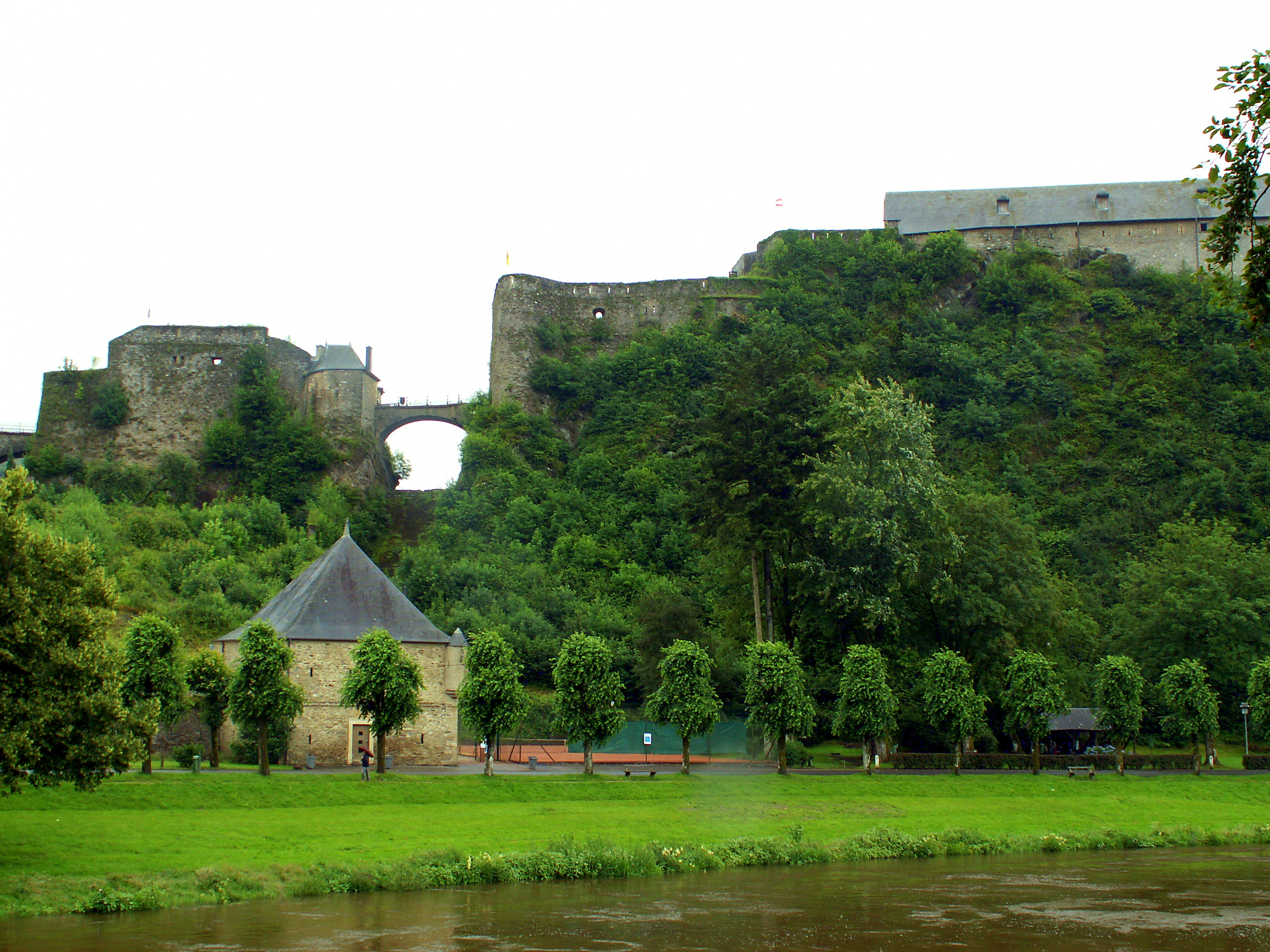
Castillo de Bouillon.

Fue canónigo del capítulo de la catedral de san Lamberto (Lieja), preboste de la colegiata de la Santa Cruz de Lieja y canónigo de la colegiata de Judas y Simón en Goslar. En 1091 fue elegido príncipe-obispo del principado de Lieja, que cumplió hasta su muerte.
El emperador Enrique IV del Sacro Imperio Romano Germánico le nombró al inicio de 1091 y el arzobispo de Colonia le confirmó el 1 de febrero de 1092. Al situarse del lado del emperador en la querella de las investiduras, el papa Urbano II le excomulgó. Durante su mandato tuvo conflictos frecuentes con los monasterios, que eligieron el bando del papa.
Después del golpe de Estado de Enrique V contra su padre, Otbert acogió a Enrique IV en Lieja. En vano, Enrique V intentó conquistar Lieja en 1106. 
Cuando Enrique IV murió el 7 de agosto, Otbert le enterró provisionalmente en la catedral de Saint Lambert antes de ceder el cuerpo al hijo. Ese mismo año, Pascual II atacó ayudado por el conde de Flandes Roberto II de Flandes. Al fracasar esta operación militar, le excomulgó Otbert. Poco después se reconciliaron. Cuando Enrique V rompió con la iglesia de Roma en 1112, Otbert le fue leal.
La mayor contribución de Otbert a la expansión territorial del principado fue la adquisición del ducado de Bouillon, que el duque Godofredo de Bouillón le vendió en 1082, en la víspera de su marcha a la Primera Cruzada, según los cronistas por 1300 marcos de plata y 2 marcos de oro o 1500 libras, lo que fue una de las causas del conflicto con las abadías, a las que expolió para poder pagar. El mayor conflicto estalló con la abadía de Saint-Hubert y la Abadía de San Lorenzo. En Saint-Hubert, tomó la toalla del altar, bordada de oro y tres crucifijos de oro incrustados con gemas. También adquirió Couvin y Clermont sous Huy a Balduino IV de Hainaut como prebenda por sus hijos. En 1104 entró en conflicto con el capítulo, que le reprochó su abuso del tesoro de la catedral para sus operaciones expansionistas sin respetar el derecho canónico.
Falleció el 31 de enero de 1119 en Lieja.

### Citas
1. ↑  Zielinski, Herbert (1999). Otbert en: Neue Deutsche Biographie (NDB), tom19 (en alemán). Berlín: Duncker & Humblot. p. 641. Consultado el 19 de marzo de 2014.
2. ↑  Andressohn, John Carl (1972). The Ancestry and Life of Godfrey of Bouillon (en inglés). North Stratford: Ayer Publishing. p. 51. ISBN 9780836981148.
3. ↑  Bormans y Schoolmeesters (1893). Cartulaire de l'Eglise de Saint-Lambert de Liège; Brussel·les, I n°XXIX (en francés). pp. 46 y ss. «John Carl Andressohn, op.cit».
4. ↑  Thoma, Gertrud (1993). Otbert, en: Biographisch-Bibliographisches Kirchenlexikon, tomo 6,columnas 1132–1333 (en alemán). Nordhausen: Verlag Traugott Bautz. ISBN 3-88309-044-1.